# آلیک حیدروف
آلیک حیدروف (انگلیسی: Alik Haýdarow؛ زادهٔ ۲۷ آوریل ۱۹۸۱) بازیکن فوتبال اهل ترکمنستان بود.
از باشگاه‌هایی که در آن بازی کرده است می‌توان به باشگاه فوتبال ژتیسو، باشگاه فوتبال مشعل مبارک، باشگاه فوتبال آلتین عصر، باشگاه فوتبال کپه‌داغ عشق‌آباد، باشگاه فوتبال طراز، باشگاه فوتبال عشق‌آباد، باشگاه فوتبال نسا عشق‌آباد، و باشگاه فوتبال اوکژتپس اشاره کرد.
وی همچنین در تیم ملی فوتبال ترکمنستان بازی کرده است.